# Ruprechtia latifunda
Ruprechtia latifunda är en slideväxtart som beskrevs av Pendry. Ruprechtia latifunda ingår i släktet Ruprechtia och familjen slideväxter. Inga underarter finns listade i Catalogue of Life.